# Thoái vị

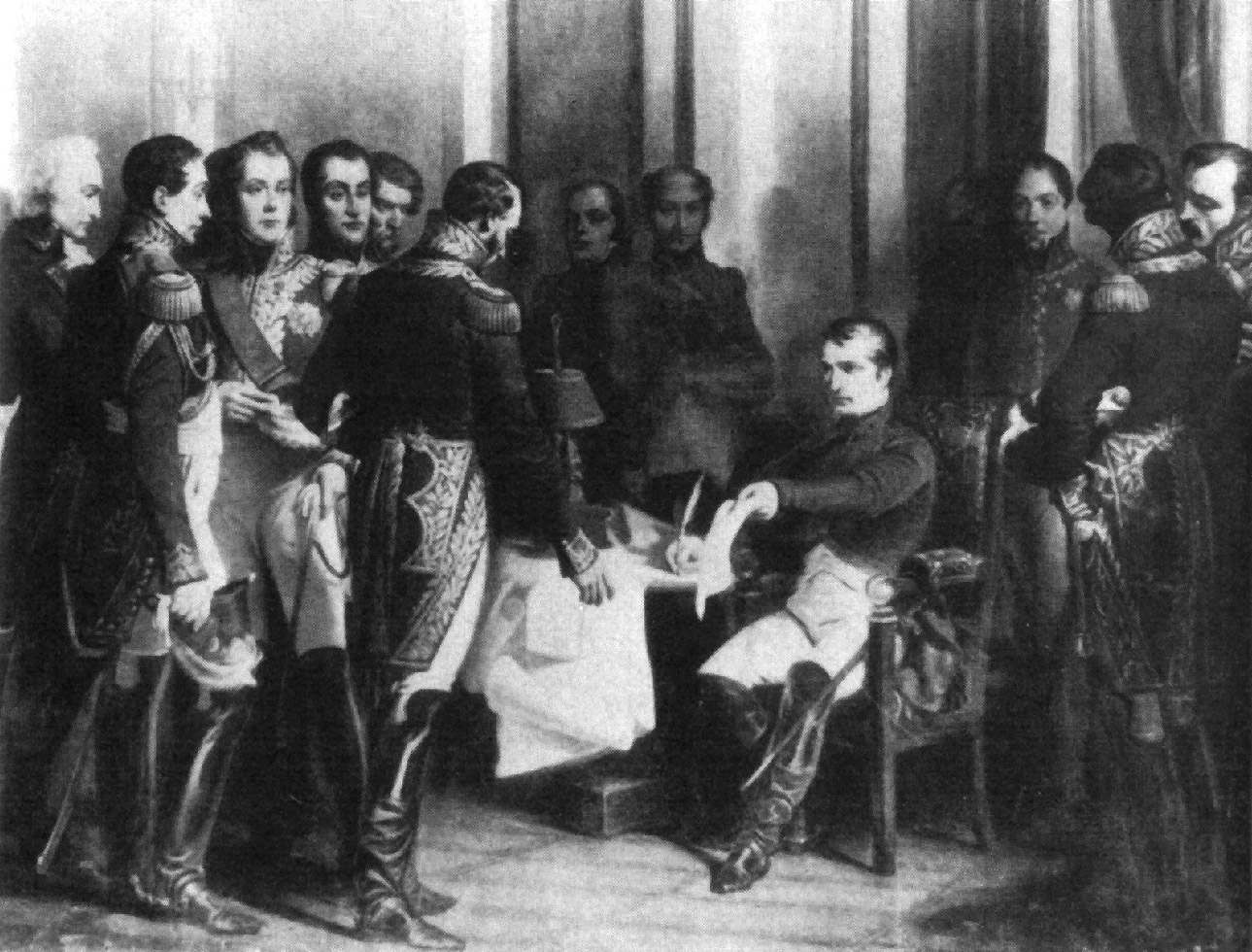
Napoleon thoái vị

Thoái vị là việc một vị vua, nữ hoàng hay nhà quý tộc từ bỏ chức tước cho người khác. Thông thường, kế vị sẽ là người có mối quan hệ khá thân cận với người thoái vị, có thể là về huyết thống hoặc tư tưởng, hoặc thậm chí là còn chịu sự phụ thuộc. Chính vì thế, người thoái vị vẫn được thừa hưởng một số quyền lực, ưu đãi hoặc phúc lợi từ người kế vị dành cho mình. Điều này phân biệt với hành động nhường ngôi (hoặc nhượng vị, thiện nhượng); khi đó, người kế vị có quyền thay đổi cả một thể chế trước đó của người đã nhường ngôi, nếu người đó muốn như vậy.

## Thời cổ đại phương Tây
Những lần thoái vị nổi bật nhất phương Tây thời cổ đại bao gồm của Lucius Cornelius Sulla, Nhà độc tài La Mã, năm 79 TCN; Hoàng đế Diocletianus năm 305 CN; và Hoàng đế  Romulus Augustulus năm 476 CN.

## Thời cổ đại phương Đông
Tại phương đông, thoái vị thường gắn liền với chế độ Thiện nhượng (chữ Hán: 禪讓). Thiện nhượng có nghĩa là "nhường lại ngôi vị", được ghép bởi các cụm từ Thiện vị và Nhượng vị, là một phương thức thay đổi quyền thống trị trong lịch sử các vương triều phong kiến Trung Quốc, sau này được phổ biến sang các nước Đồng Văn. Dưới đây là bản liệt kê một loạt những cuộc thoái vị nhường ngôi trong lịch sử:
1. Danh sách những cuộc nhường ngôi trong lịch sử Trung Quốc và Mông Cổ
2. Danh sách những cuộc nhường ngôi trong lịch sử Nhật Bản và Lưu Cầu
3. Danh sách những cuộc nhường ngôi trong lịch sử Việt Nam
4. Danh sách những cuộc nhường ngôi trong lịch sử Triều Tiên và Hàn Quốc

Ngoài những cuộc thoái vị nhường ngôi, trong lịch sử còn xuất hiện những trường hợp thoái vị không nhường ngôi, nghĩa là sau khi thoái vị thì chính quyền đó cũng chấm dứt luôn, thông thường đều là những vị quân chủ cuối cùng của 1 quốc gia phong kiến. Điển hình như: Thanh Cung Tông Ái Tân Giác La Phổ Nghi bên Trung Quốc, hay vua Bảo Đại của nhà Nguyễn ở Việt Nam.